# A Última Prostituta
A Última Prostituta é um filme do género drama e ficção-documentário, escrito e realizado por Licínio Azevedo.